# Эффект Паули
Эффе́кт Па́ули — прочно вошедшее в фольклор учёных-физиков шуточное утверждение, что присутствие некоторых людей (в особенности — некоторых физиков-теоретиков, как, например, самого́ нобелевского лауреата Вольфганга Паули) способно негативно влиять на ход экспериментов и работу точных приборов. В некоторой мере отражает реальную ситуацию в современной физике — серьёзное разделение и продолжающееся удаление друг от друга физиков-теоретиков и физиков-экспериментаторов в связи с ростом узкой специализации конкретных людей и отраслей науки в целом.
Один из наиболее ярких случаев проявления эффекта Паули, согласно легенде, был таков. Однажды в лаборатории Джеймса Франка в Гёттингене сложный экспериментальный прибор для изучения атомных явлений по совершенно необъяснимой причине вышел из строя. Франк написал о случившемся Паули в Цюрих. В ответ пришло письмо с датской маркой, в котором Паули писал, что он ездил проведать Нильса Бора, и во время загадочного происшествия в лаборатории Франка поезд, в котором ехал Паули, как раз совершал остановку в Гёттингене.